# Michael Douglas
Michael Kirk Douglas (sinh ngày 25 tháng 9 năm 1944) là một nam diễn viên và nhà sản xuất phim điện ảnh người Mỹ. Ông là chủ nhân của nhiều giải thưởng, gồm hai giải Oscar, 5 giải Quả cầu vàng, một giải Primetime Emmy, giải Cecil B. DeMille và giải Thành tựu trọn đời của AFI.
Là con trai cả của Kirk Douglas và Diana Dill, Douglas đã nhận bằng Cử nhân Nghệ thuật về kịch nghệ tại Đại học California, Santa Barbara. Những vai diễn đầu tiên của ông gồm các tác phẩm điện ảnh, sân khấu và truyền hình. Douglas lần đầu nổi danh nhờ màn thể hiện của ông trong bộ phim truyền hình cảnh sát The Streets of San Francisco của ABC, bộ phim mà ông nhận được ba đề cử giải Emmy liên tiếp. Năm 1975, Douglas sản xuất One Flew Over the Cuckoo's Nest, sau khi mua bản quyền cuốn tiểu thuyết cùng tên của Ken Kesey từ cha mình. Bộ phim đã nhận lời tán dương của giới phê bình và khán giả đại chúng, đồng thời đoạt giải Oscar cho phim xuất sắc nhất, mang về cho Douglas giải Oscar đầu tiên với tư cách một trong những nhà sản xuất của bộ phim.
Douglas tiếp tục sản xuất những bộ phim bao gồm The China Syndrome (1979) và Romancing the Stone (1984) - giúp ông nhận giải Quả cầu vàng cho phim điện ảnh ca nhạc hoặc hài xuất sắc nhất và The Jewel of  the Nile (1985). Douglas đã được giới phê bình ngợi ca nhờ vai diễn Gordon Gekko trong phim Wall Street (1987) của Oliver Stone, nhờ đó ông thắng giải Oscar cho nam diễn viên chính xuất sắc nhất (vai diễn này ông tái thể hiện trong phần phim tiếp theo Wall Street: Money Never Sleep vào năm 2010). Những vai đáng chú ý khác của ông còn có trong Fatal Attraction (1987), The War of the Roses (1989), Basic Instinct (1992), Falling Down (1993), The American President (1995), The Game (1997), Traffic (2000), và Wonder Boys (2000).
Vào năm 2013, nhờ màn hóa thân Liberace trong phim điện ảnh Behind the Candelabra của HBO, ông đã đoạt giải Primetime Emmy cho nam diễn viên chính xuất sắc trong phim truyền hình ngắn tập hoặc phim điện ảnh truyền hình. Douglas thủ vai một huấn luyện viên diễn xuất cao tuổi trong bộ phim truyền hình hài Phương pháp Kominsky (2018–2021) của Netflix, nhờ đó ông thắng giải Quả cầu vàng cho nam diễn viên chính phim truyền hình ca nhạc hoặc hài kịch xuất sắc nhất. Ông là người đảm nhiệm vai Hank Pym trong Vũ trụ Điện ảnh Marvel, bắt đầu bằng Ant-Man (2015).
Douglas còn gây chú ý nhờ hoạt động chính trị và nhân đạo của mình. Ông là thành viên hội đồng của Sáng kiến đe dọa hạt nhân, thành viên hội đồng danh dự của quỹ tài trợ phản chiến Plowshares Fund và được bổ nhiệm làm Sứ giả Hòa bình của Liên Hợp Quốc vào năm 1998. Ông đã kết hôn với nữ diễn viên Catherine Zeta-Jones từ năm 2000.

## Thân thế và giáo dục
Douglas sinh ra ở New Brunswick, New Jersey, là con đầu lòng của hai diễn viên Kirk Douglas (1916–2020) và Diana Dill (1923–2015). Cha mẹ ông gặp nhau tại Học viện kịch nghệ Hoa Kỳ.
Cha ông là người Do Thái và có tên khai sinh là Issur Danielovitch. Ông bà nội của Michael là dân di cư từ Chavusy thuộc Đế quốc Nga (tức Belarus ngày nay). Mẹ ông đến từ giáo xứ Devonshire, Bermuda và có tổ tiên là người Anh, Ireland, Scotland, Wales, Pháp, Bỉ và Hà Lan. Cậu của Douglas là chính trị gia Sir Nicholas Bayard Dill, còn ông ngoại của Douglas, Trung tá Thomas Melville Dill là nguyên Tổng chưởng lý của Bermuda, nắm giữ chức Nghị sĩ của Quốc hội Bermuda (MCP) và sĩ quan chỉ huy của Lực lượng Pháo binh Dân quân Bermuda.
Cụ cố của ông tên Thomas Newbold Dill (1837–1910), là một thương gia, một MCP của Giáo xứ Devonshire từ 1868 đến 1888, thành viên hội đồng lập pháp và trợ lý tư pháp từ 1888, thị trưởng thành phố Hamilton từ 1891 đến 1897, phục vụ trong nhiều ủy ban và hội đồng, đồng thời là thành viên của Giáo hội Devonshire (Giáo hội Anh) và ủy ban trực thuộc Giáo xứ Devonshire. Cha của Thomas Newbold Dill (cũng tên Thomas Melville Dill) là một vị thuyền trưởng đưa con tàu Sir George F. Seymour đóng ở Bermuda di chuyển từ Bermuda đến Ireland trong 13 ngày vào tháng 3 năm 1858, nhưng bị mất chứng chỉ thuyền trưởng sau vụ đắm con tàu Cedrine do người Bermuda đóng trên Đảo Wight, trong lúc đưa những người lao động bị kết án cuối cùng từ Xưởng đóng tàu Hải quân Hoàng gia ở Bermuda về Anh vào năm 1863. Giám mục hiện tại (được bổ nhiệm vào ngày 29 tháng 5 năm 2013) của Bermuda, ông Reverend Nicholas Dill là anh em họ của Michael Douglas.
Douglas có một người em trai, Joel Douglas (sinh năm 1947), và hai người em cùng cha khác mẹ, Peter Douglas (sinh năm 1955) và Eric Douglas (1958–2004) từ mẹ kế Anne Buydens.
Douglas theo học Trường Allen-Stevenson ở thành phố New York, Trường Eaglebrook ở Deerfield, Massachusetts và Trường Dự bị Choate (nay là Choate Rosemary Hall) ở Wallingford, Connecticut. Ông nhận bằng cử nhân ở môn kịch nghệ tại Đại học California, Santa Barbara năm 1968, nơi ông cũng là chủ tịch danh dự của Hội cựu sinh viên UCSB. Ông theo học diễn xuất với Wynn Handman tại Nhà hát American Place ở thành phố New York.

## Sự nghiệp

### Những năm đầu tiên

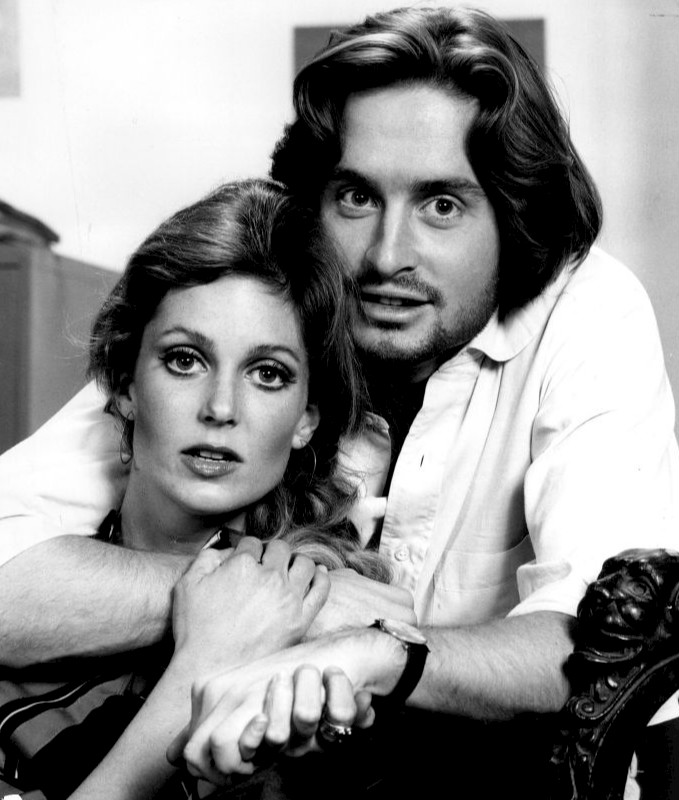
Douglas với Tisha Sterling vào năm 1969 trong bộ phim CBS Playhouse The Experiment, vai diễn truyền hình đầu tiên của Douglas.

Vai diễn đột phá đầu tiên của ông trên truyền hình đến với chương trình đặc biệt CBS Playhouse năm 1969, The Experiment —và đó là lần duy nhất ông được đề tên là "MK Douglas". Ngày 24 tháng 11 năm 1969, Douglas thành lập công ty sản xuất phim độc lập đầu tiên của mình mang tên Bigstick Productions, Limited. Michael Douglas bắt đầu sự nghiệp điện ảnh của mình vào cuối thập niên 1960 và đầu thập niên 1970, xuất hiện trong những bộ phim kém tên tuổi như Hail, Hero!, Adam at 6 A.M. và Summertree. Màn thể hiện của ông trong phim Hail, Hero! đã mang về cho ông một đề cử cho giải Quả cầu vàng cho nam diễn viên mới triển vọng nhất.
Vai diễn quan trọng đầu tiên của ông nằm ở bộ phim truyền hình The Streets of San Francisco từ năm 1972 đến năm 1976, trong đó anh thủ vai chính cùng với Karl Malden. Sau này Douglas kể rằng Malden đã trở thành một "người thầy" và là người mà ông "ngưỡng mộ và cực kỳ yêu mến". Sau khi Douglas rời chương trình, ông có quan hệ lâu dài với thầy của mình của mình cho đến khi Malden qua đời vào ngày 1 tháng 7 năm 2009. Năm 2004, Douglas trao cho Malden giải Monte Cristo của Trung tâm Nhà hát Eugene O'Neill ở Waterford, Connecticut cho giải Thành tựu Trọn đời.
Cuối năm 1971, Douglas nhận được bản quyền cuốn tiểu thuyết Bay trên tổ chim cúc cu từ cha mình là Kirk Douglas mà trước đó Bryna Productions đã mua vào tháng 2 năm 1962. Michael tiếp tục sản xuất bộ phim cùng tên với Saul Zaentz. Kirk Douglas hy vọng được đích thân đóng vai McMurphy, nhân vật mà ông từng diễn trong một phiên bản sân khấu trước đó, nhưng bị con trai Michael cho là quá già để vào vai. Kirk mủi lòng và thay vào đó, vai chính được giao cho Jack Nicholson, chủ nhân giải Oscar cho nam diễn viên chính xuất sắc nhất nhờ chính vai này. Douglas thì đoạt giải phim xuất sắc nhất nhờ sản xuất bộ phim. Tháng 12 năm 1976, Michael và cậu em Peter trở thành giám đốc công ty sản xuất phim của cha họ là Bryna Productions, mặc dù sau đấy Michael rời đi vào năm 1978 để hoàn toàn chú trọng sản xuất thông qua hãng Bigstick Productions của riêng mình.
Sau khi rời dự án The Streets of San Francisco vào năm 1976, Douglas thủ vai một bác sĩ bệnh viện trong phim giật gân y khoa Coma (1978), và vào năm 1979, ông hóa thân thành một vận động viên marathon gặp khó khăn trong Running. Năm 1979, ông vừa sản xuất vừa diễn trong The China Syndrome, một bộ phim kịch tính có sự tham gia của Jane Fonda và Jack Lemmon kể về một vụ tai nạn nhà máy điện hạt nhân (vụ tai nạn Three Mile Island diễn ra 12 ngày sau khi bộ phim được phát hành). Tác phẩm được xem là "một trong những bộ phim thông minh nhất của Hollywood ở thập niên 1970". Tháng 6 năm 1979, Michael bổ nhiệm Jack Brodsky làm Phó chủ tịch điều hành của Bigstick Productions.

### Thành công ở Hollywood
Sự nghiệp diễn xuất của Douglas gây được chú ý khi ông sản xuất và thủ vai trong phim hài phiêu lưu lãng mạn năm Romancing the Stone (1984). Phim còn tái giới thiệu Douglas thành nam chính có năng lực giỏi và đem lại cho đạo diễn Robert Zemeckis tác phẩm phòng vé thành công đầu tiên của ông. Phim còn có sự tham gia của Danny DeVito, một người bạn của Douglas kể từ khi họ ở chung một căn hộ ở thập niên 1960. Tiếp theo một năm sau là phần phim tiếp theo The Jewel of the Nile cũng do ông sản xuất. Sau đấy Bigstick Productions hợp tác với Mercury Entertainment, một công ty do nhà sản xuất Michael Phillips hỗ trợ vào năm 1986 để sản xuất và tài trợ các bộ phim điện ảnh độc lập. Ở thập niên 1980, Douglas thành lập một công ty sản xuất phim mới mang tên The Stone Group (sau đổi tên thành Stonebridge Entertainment) cùng với đối tác Rick Bieber.

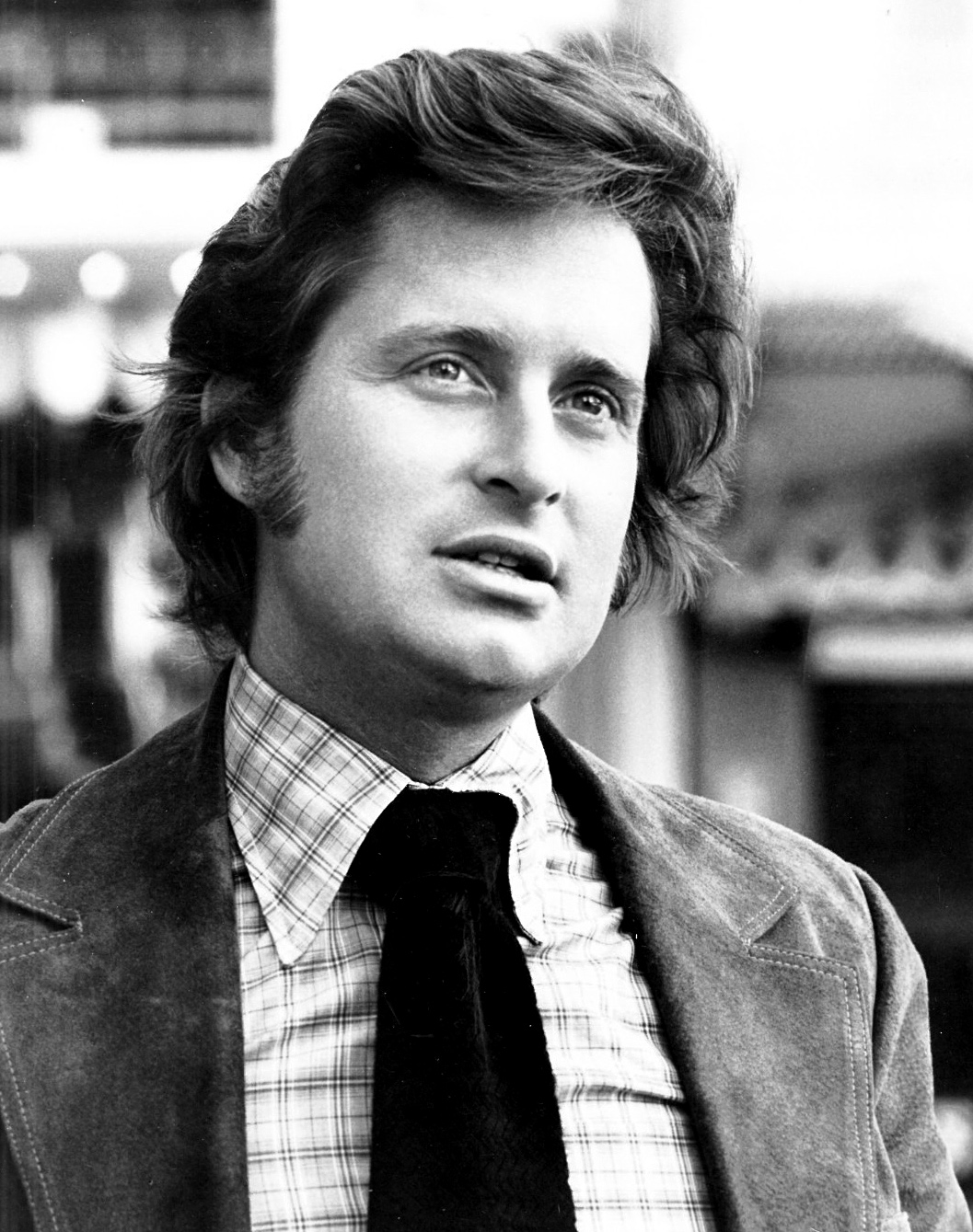
Douglas trong phim The Streets of San Francisco vào khoảng năm 1975

Năm 1987 chứng kiến Douglas thủ diễn trong phim giật gân Fatal Attraction với Glenn Close. Cùng năm ấy, ông thủ vai ông trùm Gordon Gekko trong Wall Street của Oliver Stone, nhờ đó ông giành được giải Oscar cho nam diễn viên chính xuất sắc nhất. Ông đã tái thể hiện vai Gekko trong phần phim tiếp theo Wall Street: Money Never Sleeps vào năm 2010, cũng do Stone làm đạo diễn.
Douglas tham gia diễn xuất trong phim The War of the Roses năm 1989 với các bạn diễn Kathleen Turner và Danny DeVito. Năm 1989, ông diễn xuất trong phim chính kịch hình sử cảnh sát quốc tế Black Rain của Ridley Scott, đóng cùng Andy García và Kate Capshaw; bộ phim được ghi hình tại Osaka, Nhật Bản.
Năm 1992, Douglas có một vai chính thành công nữa khi ông đóng cùng Sharon Stone trong phim Basic Instinct. Bộ phim là bom tấn phòng vé và gây ra tranh cãi về miêu tả song tính và đồng tính nữ. Stone được trả 500.000 đô la Mỹ cho vai diễn của mình, trong khi Douglas nhận được 14 triệu đô la Mỹ. Tháng 3 năm 1994, Douglas thông báo rằng ông đã thành lập một công ty sản xuất phim mới là Douglas/Reuther Productions, hợp tác với Steven Reuther. Năm 1994, Douglas và Demi Moore đồng diễn chính trong bộ phim ăn khách Disclosure, chú trọng vào đề tài quấy rối tình dục khi Douglas vào vai một người đàn ông bị sếp nữ mới của mình quấy rối. Những bộ phim nổi tiếng khác mà ông tham gia trong thập kỷ này là Falling Down, The American President, The Ghost and the Darkness, The Game (do David Fincher làm đạo diễn), và bản làm lại tác phẩm kinh điển của Alfred Hitchcock - Dial M for Murder - có tựa đề A Perfect Murder. Năm 1998, Douglas nhận giải Quả cầu Pha lê nhờ đóng góp nghệ thuật xuất sắc cho nền điện ảnh thế giới tại Liên hoan phim quốc tế Karlovy Vary. Ngày 19 tháng 11 năm 1997, Douglas thành lập công ty sản xuất phim thứ tư của mình là Further Films.
Năm 2000, Douglas đóng chính trong bộ phim Traffic của Steven Soderbergh được giới phê bình tán dương, diễn cùng với Benicio del Toro và vợ tương lai Catherine Zeta-Jones. Cùng năm ấy, ông còn được giới phê bình ngợi khen cho vai diễn trong Wonder Boys, ông vào vai một giáo sư và tiểu thuyết gia bị bí sáng tác. Nhờ vai này mà ông được đề cử giải Quả cầu vàng cho nam diễn viên phim chính kịch xuất sắc nhất và giải BAFTA cho nam diễn viên chính xuất sắc nhất.

### 2001–nay

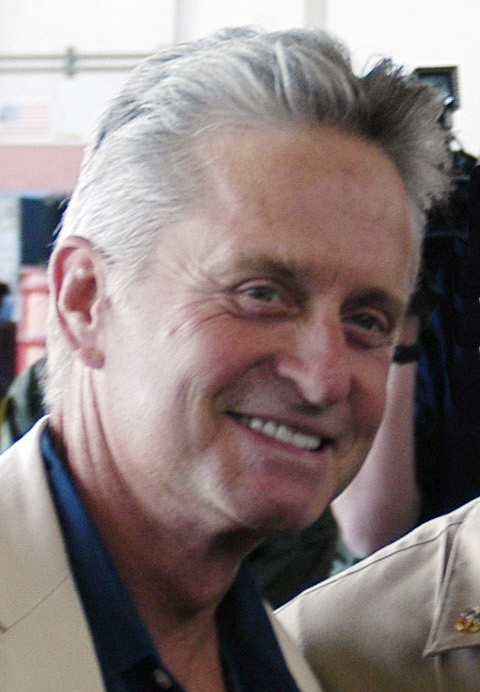
Douglas vào tháng 6 năm 2004

Douglas thủ vai trong phim Don't Say a Word (2001), được ghi hình ngay trước khi ông kết hôn với Zeta-Jones. Năm 2003, ông tham gia diễn trong It Runs in the Family, bộ phim có mặt ba thế hệ trong gia đình ông (cha mẹ ông là Kirk và Diana, cũng như con trai riêng của ông là Cameron). Mặc dù bộ phim được làm đơn thuần vì niềm vui, song không thành công về mặt phê bình hay tại phòng vé. Kế đến ông thủ diễn và sản xuất phim giật gân hành động The Sentinel vào năm 2006. Trong thời gian ấy, anh nhân vai khách mời trong tập "Fagel Attraction" của bộ sitcom truyền hình Will & Grace trong vai một cảnh sát đồng tính bị Will Truman (Eric McCormack) hấp dẫn; vai diễn trong phim đã mang về cho Douglas một đề cử giải Emmy cho nam diễn viên khách mời xuất sắc trong chương trình hài kịch.
Douglas được mời tham gia Basic Instinct 2, song ông đã từ chối tham gia dự án.
Tháng 12 năm 2007, Douglas bắt đầu thông báo giới thiệu NBC Nightly News. Howard Reig (phát thanh viên cũ của chương trình) đã nghỉ hưu từ hai năm trước.
Douglas tái hợp tác với Steven Soderbergh trong bộ phim Behind the Candelabra (2013), ông hóa thân thành Liberace, đóng cùng Matt Damon và xoay quanh cuộc đời của nghệ sĩ dương cầm. Vai diễn Liberace của ông đã nhận được sự tán thưởng của giới phê bình, giúp ông đoạt giải Emmy cho nam diễn viên chính xuất sắc trong phim truyền hình giới hạn, tuyển tập hoặc điện ảnh truyền hình tại lễ trao giải Primetime Emmy lần thứ 65. Ông còn giành được giải SAG và Quả cầu vàng cho vai diễn. Nam diễn viên đã thủ vai Hank Pym trong các bộ phim Ant-Man (2015), Ant-Man and the Wasp (2018), Avengers: Endgame (2019) và Ant-Man and the Wasp: Quantumania (2023) dựa trên bộ truyện siêu anh hùng cùng tên của Marvel Comics. Loạt phim Ant-Man do Peyton Reed làm đạo diễn và Paul Rudd thủ vai chính. Năm 2018, ông thủ vai chính với Alan Arkin trong Phương pháp Kominsky, ông thủ vai Sandy Kominsky, một huấn luyện viên diễn xuất cao tuổi. Ông đã nhận được một đề cử Quả cầu vàng cho màn thể hiện của mình. Cùng năm ấy, ông diễn chính trong một bộ phim Trung Quốc Thế giới động vật dựa trên bộ manga Kaiji của Nhật Bản.
Douglas là thành viên trong ban tuyển chọn của giải Jefferson cho Dịch vụ Công cộng.

## Phong cách diễn xuất

### Kiểu vai diễn
Theo nhà phê bình và sử gia điện ảnh David Thomson, Douglas có thể hóa thân thành những nhân vật "yếu đuối, tội lỗi, trì hoãn về mặt đạo đức, thỏa hiệp và tham lam bất chính mà không đánh mất tính liêm khiết hoặc tiềm năng cơ bản về tính cách đạo đức mà chúng ta yêu cầu ở một anh hùng". Nhà phê bình và tác giả Rob Edelman chỉ ra những điểm tương đồng trong nhiều vai diễn của Douglas, viết rằng ở một số bộ phim mà ông đóng chính, nam diễn viên đã nhân cách hóa "người đàn ông Mỹ Đại chủng Âu thuộc tầng lớp trung lưu đến thượng lưu đương thời tự thấy mình là gánh nặng chính cho sự tức giận của phụ nữ vì phạm lỗi tình dục thực tế hay tưởng tượng".
Những đề tài lấy nam giới làm nạn nhân này được thể hiện trong các bộ phim như Fatal Attraction (1987) với Glenn Close, The War of the Roses (1989) với Kathleen Turner, Basic Instinct (1992) với Sharon Stone, Falling Down (1993) và Disclosure (1994) với Demi Moore. Đối với những nhân vật của ông trong các bộ phim như thế, "bất kỳ hình thức quan hệ tình dục nào với người không phải là bạn đời của anh và mẹ các con của anh đều phải trả giá đắt." Edelman mô tả các nhân vật của Douglas là "Mọi người phải tranh đấu và trở thành nạn nhân của những người phụ nữ này và tình dục dữ dội và loạn thần của họ".
Ngược lại, Douglas còn thể hiện những nhân vật mạnh mẽ với cá tính thống trị không kém: như Gordon Gekko trong loạt phim Wall Street, ông vào vai "hiện thân của thế hệ Tôi tham lam và giàu tham vọng", tin rằng "tham lam là tốt"; trong Romancing the Stone và The Jewel of the Nile, ông thể hiện một người theo đuổi phiêu lưu lý tưởng; trong The Star Chamber (1983), ông là một thẩm phán tòa án chán ngấy một hệ thống pháp luật thiếu thốn, làm cho ông ta tham gia vào một nhóm hành động ngoài vòng pháp luật; và trong Black Rain (1989), nam diễn viên chứng minh rằng ông cũng có thể đóng vai một anh hùng hành động kiểu Stallone với vai một cảnh sát của thành phố New York.

Nhờ được ghi nhận là thành công trên cả vai trò nhà sản xuất lẫn diễn viên, ông tự mô tả mình là "làm diễn viên trước rồi mới làm nhà sản xuất sau". Ông giải thích lý do tại sao mình thích cả hai vai trò:
Tôi yêu thực tế rằng một mặt với diễn xuất, việc bạn có thể là một đứa trẻ—diễn xuất thật tuyệt vì niềm vui và tính ngây thơ ... Mặt khác, sản xuất là niềm vui đối với những thứ mà mọi người lớn làm. Bạn đi giao thiệp kinh doanh, bạn đi quan hệ với các lực lượng sáng tạo. Khi là người lớn ngày một già đi, bạn thích những rủi ro của người lớn. Đó là bay lượn không cần lưới, nắm lấy cơ hội và học hỏi. Tôi chẳng bao giờ giỏi trong kinh tế hay kinh doanh—chẳng có kinh nghiệm kinh doanh nào như bạn biết đấy, và tôi thích thế. Tôi nghĩ mình là một con tắc kè hoa. Tôi nghĩ đó là thứ mà tôi có thể được thừa hưởng sớm khi còn nhỏ nhờ qua lại giữa hai gia đình. Tôi biết bất kể đúng hay sai, tôi có khả năng thích nghi với nhiều kiểu tình huống khác nhau và làm người ta thấy tương đối thoải mái trong một phạm vi rộng mà không phải từ bỏ các giá trị đạo đức của mình. Tôi nghĩ cái chất lượng tương tự kiểu tắc kè hoa có thể chuyển sang phim ảnh. Tôi nghĩ nếu bạn nhớ lý do mà mình tham gia lúc đầu và cố giữ cái cảm giác bản năng và bốc đồng, ngay cả khi bạn bị đánh gục, kiệt quệ hay bất ngờ bị đánh gục, bạn vẫn sẽ thành công."

## Đời tư

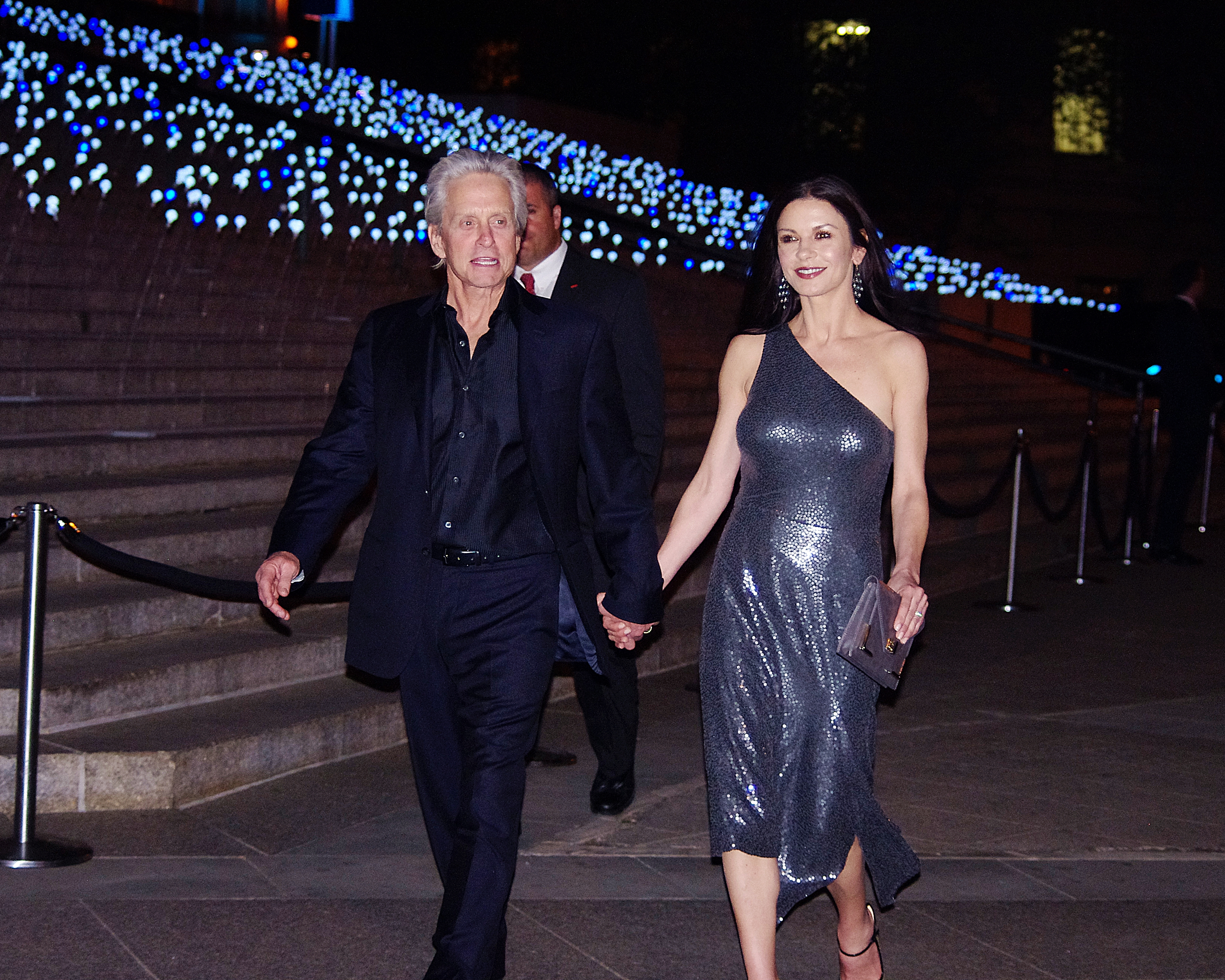
Douglas cùng vợ là Catherine Zeta-Jones tại một bữa tiệc của Vanity Fair vào năm 2012

Sau khi ghi hình phim Summertree vào năm 1971, Douglas bắt đầu hẹn hò với nữ diễn viên Brenda Vaccaro, mối quan hệ của họ kéo dài gần 6 năm.
Tháng 3 năm 1977, Douglas kết hôn với Diandra Luker, con gái của một nhà ngoại giao Áo. Lúc bấy giờ Douglas 32 tuổi còn Luker 19 tuổi. Họ có một con trai tên là Cameron, sinh năm 1978. Năm 1995, Diandra đệ đơn ly hôn và được chia 45 triệu đô la Mỹ như một phần giải quyết ly hôn.
Tháng 3 năm 1999, Douglas bắt đầu hẹn hò với nữ diễn viên người xứ Wales Catherine Zeta-Jones. Cặp đôi kết hôn vào ngày 18 tháng 11 năm 2000. Cả hai đều sinh ngày 25 tháng 9, mặc dù cách nhau 25 tuổi. Zeta-Jones kể rằng khi họ gặp nhau ở Deauville, Pháp, Douglas đã nói: "Anh muốn làm cha các con của em." Họ có hai người con: con trai Dylan Michael (sinh ngày 8 tháng 8 năm 2000) và con gái Carys Zeta (sinh ngày 20 tháng 4 năm 2003). Gia đình có một điền trang ven biển gần Valldemossa, Mallorca.
Tháng 8 năm 2013, People đưa tin rằng Douglas và Zeta-Jones bắt đầu sống ly thân vào tháng 5 năm 2013, nhưng không thực hiện bất kỳ hành động pháp lý nào về việc ly thân hoặc ly hôn. Sau đó một đại diện của Zeta-Jones đính chính rằng họ "đang dành một khoảng thời gian xa nhau để đánh giá và giải quyết cuộc hôn nhân của mình". Có thông tin cho rằng vào ngày 1 tháng 11 năm 2013, cặp đôi đã hòa giải và Zeta-Jones chuyển về căn hộ của họ ở New York.
Douglas có cha đẻ là người Do Thái và mẹ là tín đồ Anh giáo (Giáo hội Anh). Em họ của ông, Mục sư Quyền Nicholas Dill là giám mục của quốc giáo Giáo hội Anh giáo của Bermuda. Douglas không lớn lên cùng một tôn giáo nào, nhưng một phát ngôn của ông vào tháng 1 năm 2015 cho biết ông hiện được xác định là một tín đồ Do Thái giáo Cải cách. Con trai của ông là Dylan đã tổ chức một buổi lễ Bar Mitzvah, và gia đình Douglas đã tới Jerusalem để đánh dấu sự kiện này.
Douglas là chủ nhân của giải Genesis năm 2015, trị giá 1 triệu đô la Mỹ do Quỹ giải thưởng Genesis trao tặng cho thành tựu của người Do Thái. Ông đã dành tặng số tiền thưởng cho các hoạt động được thiết kế để nâng cao nhận thức về hòa nhập và tính đa dạng trong cuộc sống của người Do Thái, đồng thời tìm ra các giải pháp sáng tạo cho các vấn đề toàn cầu và cộng đồng cấp bách. Douglas là công dân Hoa Kỳ vì sinh ra ở đây và có quốc tịch Anh theo Luật Bermuda do mẹ ông sinh ra ở Bermuda.

### Cáo buộc về hành vi tình dục bất chính
Năm 2018, nhà báo kiêm tác giả Susan Braudy đã cáo buộc trên chương trình truyền hình Today của Mỹ và trong một số cuộc phỏng vấn rằng, khi Braudy ở độ tuổi 40 và làm việc cho Douglas vào năm 1989, Douglas thường xuyên đưa ra những bình luận tình dục đê hèn về hoặc với cô. Cô cho biết điều này làm cô phải mặc quần áo rộng thùng thình tại công sở, đồng thời cũng nhớ lại cuộc họp kịch bản trực tiếp, nơi Douglas bị cáo buộc đã cởi quần và âu yếm cô trong phòng.
Trong một phán ngôn tiền phản ứng, Douglas thừa nhận đã sử dụng ngôn ngữ thô tục song dứt khoát phủ nhận mọi hành vi sai trái khác. Khi được hỏi về những cáo buộc trong lúc quảng bá phim Cocaine Godmother, Zeta-Jones không trả lời trực tiếp nhưng cho biết chồng cô "ủng hộ 110%" phong trào #MeToo và rằng cô "cực kỳ hạnh phúc" với phát ngôn của ông.

## Trên truyền thông

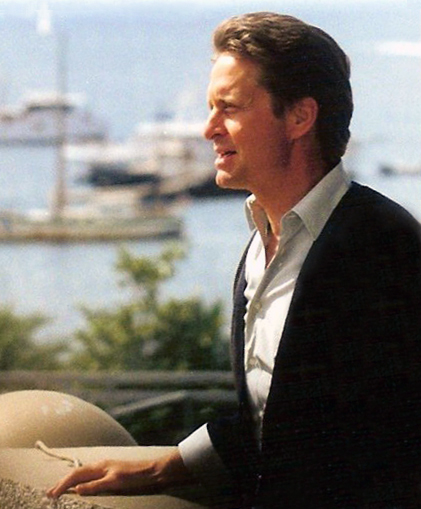
Douglas tại Liên hoan phim Cannes 1987

Năm 1980, Douglas gặp phải một tai nạn trượt tuyết nghiêm trọng khiến sự nghiệp diễn xuất của ông phải gác lại trong ba năm. Ngày 17 tháng 9 năm 1992, cùng năm Basic Instinct ra mắt, ông bắt đầu khóa điều trị chứng nghiện rượu và ma túy trong 30 ngày tại Trung tâm Sierra Tucson.
Năm 1992, Douglas thành lập hãng đĩa phân phối tồn tại ngắn ngủi mang tên Third Stone Records của Atlantic Records. Ông đã thành lập hãng đĩa với nhà sản xuất nhạc Richard Rudolph (sau trở thành chủ tịch kiêm giám đốc điều hành của công ty). Trong số các nghệ sĩ đã ký hợp đồng với Third Stone có Saigon Kick và Nona Gaye.
Năm 1997, caddie James Parker ở New York kiện Douglas đòi 25 triệu đô la Mỹ. Parker cáo buộc Douglas đã đánh nhầm vào háng anh ta bằng một quả bóng golf, làm cho Parker vô cùng đau đớn. Sau đó vụ việc được giải quyết ngoài tòa án.
Năm 2004, Douglas và Zeta-Jones đã khởi kiện kẻ rình mò Dawnette Knight, cô ta bị buộc tội gửi những bức thư bạo lực cho cặp đôi chứa nội dung đe dọa tính mạng của Zeta-Jones. Khi làm chứng, Zeta-Jones cho biết những lời đe dọa khiến cô rất run đến mức bị suy nhược thần kinh. Knight cho biết cô yêu Douglas và thừa nhận phạm tội diễn ra từ tháng 10 năm 2003 đến tháng 5 năm 2004. Cô bị kết án ba năm tù.

### Sức khỏe
Ngày 16 tháng 8 năm 2010, báo chí đưa tin rằng Douglas bị ung thư vòm họng (về sau được tiết lộ thực ra là ung thư lưỡi), và sẽ trải qua hóa trị và xạ trị. Sau đó, ông xác nhận rằng ung thư đang ở giai đoạn IV, giai đoạn tiến triển.
Douglas ghi nhận việc phát hiện ra bệnh ung thư của mình với hệ thống y tế công cộng của Canada kể từ khi một bác sĩ ở Montreal, Quebec chẩn đoán tình trạng sức khỏe của nam diễn viên sau khi nhiều chuyên gia Mỹ không làm được như vậy. Kể từ đó, Douglas đã tham gia gây quỹ cho Bệnh viện Đa khoa Do Thái ở Montreal (nơi ông được chẩn đoán) và Trung tâm Y tế Đại học McGill (đơn vị chủ quản của bệnh viện).
Douglas cho rằng nguyên nhân gây ung thư là do căng thẳng và chứng lạm dụng rượu và nhiều năm ông hút thuốc nặng. Tháng 7 năm 2011, tạp chí Star đã công bố những bức ảnh cho thấy ông đang hút một điếu thuốc trong kỳ nghỉ vào tháng đó. Một đại diện từ chối bình luận về các bức ảnh.
Tháng 11 năm 2010, các bác sĩ của Douglas đặt ông vào chế độ ăn kiêng tăng cân do giảm cân quá mức làm ông trở nên yếu ớt. Ngày 11 tháng 1 năm 2011, ông chia sẻ rằng khối u đã biến mất, mặc dù bệnh tật và đợt điều trị ác tính đã làm ông sụt 32 pound (14,5 kg). Ông cho biết mình sẽ phải kiểm tra hàng tháng vì khả năng tái phát cao trong vòng ba năm. Tháng 6 năm 2013, Douglas kể với The Guardian rằng loại ung thư của ông là do nhiễm virus paipilloma ở người, lây truyền qua liếm âm hộ, làm một số phương tiện truyền thông cũng đưa tin này. Người phát ngôn của ông phủ nhận những tin tức này và mô tả cuộc trò chuyện của Douglas với The Guardian là chung chung và không nhắc cụ thể đến chẩn đoán của chính ông.
Mặc dù Douglas miêu tả căn bệnh ung thư này là ung thư vòm họng, nhưng công chúng suy đoán rằng ông thật sự có thể bị chẩn đoán mắc ung thư họng miệng. Tháng 10 năm 2013, Douglas cho biết mình bị ung thư lưỡi chứ không phải ung thư vòm họng. Ông cho biết việc đưa tin bệnh ung thư vòm họng là theo lời khuyên của bác sĩ; do bác sĩ thấy sẽ không khôn ngoan nếu tiết lộ rằng nam diễn viên bị ung thư lưỡi do tiên lượng xấu và khả năng biến dạng của nó, đặc biệt vì thông báo được đưa ra ngay trước chuyến lưu diễn quảng cáo của Douglas cho phim Wall Street: Money Never Sleeps.

## Hoạt động

### Hoạt động chính trị

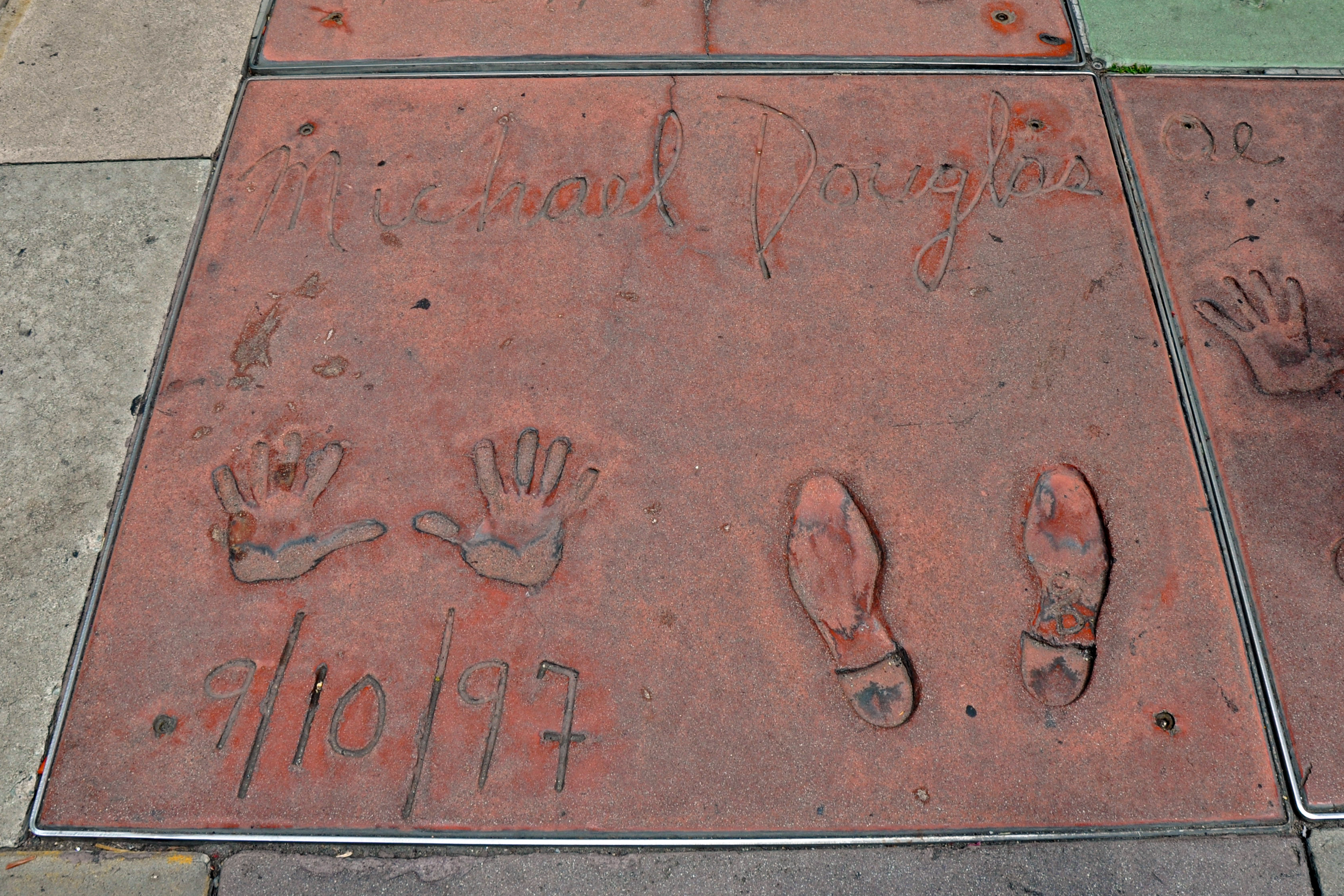
Bàn tay và dấu chân của Douglas tại Nhà hát Grauman's Chinese

Douglas và Zeta-Jones đã tổ chức buổi hòa nhạc của giải Nobel Hòa bình thường niên tại Oslo, Na Uy vào ngày 11 tháng 12 năm 2003. Họ đảm nhiệm vai trò cùng chủ trì buổi lễ trong buổi hòa nhạc nhằm tôn vinh giải thưởng được trao cho nhà hoạt động nhân quyền người Iran Shirin Ebadi. Năm 2006, Douglas được trao bằng Doctor of Letters (D.Litt.) danh dự từ Đại học St. Andrews ở Scotland.
Ông là người ủng hộ giải trừ hạt nhân, ủng hộ Tổ chức Hòa bình Thời đại Hạt nhân, nằm trong hội đồng của Sáng kiến đe dọa hạt nhân và là thành viên hội đồng danh dự của quỹ tài trợ phản chiến Ploughshares Fund. Năm 1998, ông được Tổng thư ký Kofi Annan bổ nhiệm làm Sứ giả Hòa bình của Liên Hợp Quốc. Ông là một đảng viên Đảng Dân chủ nổi tiếng và đã quyên tiền cho Barack Obama, Christopher Dodd và Al Franken. Ông còn là người ủng hộ lớn việc kiểm soát súng kể từ khi John Lennon bị sát hại vào năm 1980.
Năm 2006, ông là diễn giả nổi bật trong một chiến dịch phục vụ cộng đồng do một hội nghị của Liên Hợp Quốc tài trợ nhằm chú trọng vào nạn buôn bán vũ khí bất hợp pháp, đặc biệt là vũ khí cầm tay và vũ khí hạng nhẹ. Douglas nhiều lần xuất hiện và đưa ra ý kiến của mình:
Hội nghị là một cơ hội cho các quốc gia thành viên Liên Hợp Quốc xây dựng Chương trình Hành động và cổ động các quốc gia tăng cường luật về buôn bán trái phép, ... một vấn đề tác động đến tất cả chúng ta ... [và] trong khi sở hữu súng là hợp pháp tại phần lớn quốc gia, buôn bán trái phép súng tiếp tục châm ngòi xung đột, tội phạm và bạo lực.

Ít năm trước, vào năm 2003, Douglas đã tổ chức một "bộ phim mạnh mẽ" về lính thiếu nhi và tác động của chiến tranh đối với thiếu nhi ở các quốc gia như Sierra Leone. Trong bộ phim tài liệu, Douglas đã phỏng vấn thiếu nhi và ước tính rằng chúng nằm trong số 300.000 trẻ em khác trên toàn thế giới bị bắt đi lính hoặc bị bắt cóc và buộc phải chiến đấu. Khi phỏng vấn một đứa trẻ như vậy, Douglas kể: "Sau khi bị một nhóm phiến quân bắt cóc, cậu bé bị tra tấn, đánh thuốc mê và buộc phải thực hiện những hành vi tàn bạo." Douglas đã bàn luận về vai trò của mình với tư cách Sứ giả Hòa bình của Liên Hợp Quốc:
Tôi đang ở một vị trí mà nhiều người thèm muốn ... Khi tôi nói về phim ảnh, tôi có thể nói về thông điệp hòa bình và đưa chúng vào các trang đưa tin giải trí.

Tháng 2 năm 2012, sau khi tái xuất với vai nhân vật tội phạm tài chính Gordon Gekko, Cục Điều tra Liên bang đã phát hành một video thông báo dịch vụ công về việc Douglas kêu gọi khán giả báo cáo tội phạm tài chính. Tháng 8 năm 2014, Douglas là một trong 200 nhân vật của công chúng ký một lá thư gửi cho The Guardian phản đối độc lập Scotland trước cuộc trưng cầu dân ý vào tháng 9 về vấn đề đó. Tháng 6 năm 2015, trong chuyến thăm Israel để nhận giải Genesis, Douglas cho biết phong trào tẩy chay chống quốc gia ấy là một "căn bệnh ung thư xấu xí".

### Sáng kiến nhân đạo
Năm 2009, Douglas tham gia dự án Soldiers of Peace, bộ phim phản mọi cuộc chiến và vì hòa bình toàn cầu. Douglas đã ủng hộ chiến dịch trả tự do một phụ nữ Iran tên là Sakineh Mohammadi Ashtiani; sau khi bị kết tội ngoại tình, cô đã bị kết án tử hình bằng ném đá.